# フリーホイール
フリーホイール（英: freewheel）とは、自転車においてペダルを回し続けなくても惰性で進むような機構を組み込んだ駆動輪のことである。これにより、自転車の運転がより容易になった。固定ギア、トラックレーサーを除くほぼ全種の自転車に搭載されており、フリーホイールの発明は自転車の数ある技術革新の中でも画期的なもののひとつと言われる。

## 概要

フリーホイールのラチェット機構

フリーホイールはハブとドリブンスプロケットのあいだにラチェット機構もしくはカム機構を備え、トルクを一方向にのみ伝達し、反対方向への回転は空転するようにできている。ペダルからの力はスプロケットからハブへ伝わるが、自転車が持つ慣性によって地面から受ける車輪の回転力に対しては空転して、ハブからスプロケットへは伝わらずペダルも回転しない。この働きにより、惰性走行の際にペダルを止めて運転者の負担が軽減される。
BMXの一部の種目では『フリーコースターハブ』と呼ばれる入力側の回転に反応して動力が伝達されるフリー機構もある。この場合、自転車が後退して出力側が回転しても入力側に伝達されない。このため、後退時（フェイキー時）にペダルが回らない。ペダルを逆回転に回すと動力が伝達される物も有る。欠点としてはペダルを踏み込んだ場合に動力が伝達されるまでに遅れが生じる。
ラチェット機構をペダルとチェーンリングの間に入れる『FF System』という物もある。利点としてはペダリングしていなくても自転車が進んでいれば、外装変速機であっても変速できる事である。
発明された当初、自転車の構造はペニー・ファージングのように前輪とクランクが直結している構造であり、実用の交通手段としては不便な乗り物であった。安全型自転車が発明され、フリーホイールが発明されると自転車が実用的な用途に利用されるようになった。後に自転車には変速機が搭載されるようになったが、これには車輪の回転がクランクと直結している状態ではほぼ不可能であった。
1922年当時世界有数のフリーホイールメーカーであったイギリスのＢ・Ｓ・Ａ社のフリーホイールの国産化に成功したのは株式会社シマノの前身である島野鐵工所を創業した島野庄三郎であり国内外で「シマノのフリー」と称されるまでになった。